# Dicranella rufescens
Dicranella rufescens là một loài Rêu trong họ Dicranaceae. Loài này được (With.) Schimp. mô tả khoa học đầu tiên năm 1856.